# Cnemidochroma coeruleum
Cnemidochroma coeruleum är en skalbaggsart som först beskrevs av Julien Achard 1910.  Cnemidochroma coeruleum ingår i släktet Cnemidochroma och familjen långhorningar.
Artens utbredningsområde är Surinam. Inga underarter finns listade i Catalogue of Life.